# Термоядрен синтез
Термоядреният синтез (също така се употребява ядрен синтез) е вид ядрена реакция, при която две или повече атомни ядра се сливат, образувайки по-тежко ядро. Реакцията се съпровожда с освобождаване или поглъщане на енергия, в зависимост от масите на участващите ядра. Най-често под термоядрен синтез се разбира синтез с участието на леки ядра, при което се отделя енергия.

## Физика на процеса
Сливането на две ядра с маса, по-ниска от тази на желязото, е съпроводено с отделянето на енергия, докато сливането на ядра, по-тежки от желязото, е свързано с поглъщането на енергия, обратно на противоположния процес – ядрен разпад. В най-елементарния случай на водородно сливане, два протона трябва да са достатъчно близо, за да се превърне всеки от протоните в неутрон, образувайки деутерий. В по-сложния случай при сливане на тежки ядра механизмът на реакцията е различен, но резултатът е същият – получава се по-голямо ядро от по-малки.
За да се осъществи реакцията на ядрен синтез, двете сливащи се ядра трябва да се доближат толкова близко едно до друго (на разстояние ~ 10-15 m), че да започнат да действат ядрените сили между нуклоните. На това сближаване се противопоставят силите на електростатично отблъскване между положително заредените ядра. За да се преодолеят тези сили е необходим външен източник на енергия. Най-лесният начин за това е атомите да се загреят, което поражда като страничен ефект отделянето на електроните от орбитите им. В резултат остават „оголени“ ядра. В повечето експерименти ядрата и електроните са във вид на флуид, познат като плазма. Температурата, която е необходима за осигуряване на достатъчна енергия, за да се преодолее отблъскването между ядрата, е функция на пълния заряд.
Ядреният синтез в звездите протича при висока температура и налягане в звездната плазма. Циклите на „горене“ са сложни и разнообразни, като най-значимата практически реакция е сливането на водородни ядра за получаване на хелий, затова и търсенето на начин за извършване на контролируем термоядрен синтез е съсредоточено около следните възможни реакции:

{\displaystyle {\begin{array}{lclclcl}^{2}_{1}H&+&^{3}_{1}H&\rightarrow &^{4}_{2}He&+&n\\^{2}_{1}H&+&^{2}_{1}H&\rightarrow &^{3}_{1}H&+&p^{+}\\^{2}_{1}H&+&^{2}_{1}H&\rightarrow &^{3}_{2}He&+&n\\^{2}_{1}H&+&^{3}_{2}He&\rightarrow &^{4}_{2}He&+&p^{+}\\^{3}_{1}H&+&^{3}_{1}H&\rightarrow &^{4}_{2}He&+&2n\\^{3}_{2}He&+&^{3}_{2}He&\rightarrow &^{4}_{2}He&+&2p^{+}\\^{3}_{2}He&+&^{3}_{1}H&\rightarrow &^{4}_{2}He&+&p^{+}+n\\^{3}_{2}He&+&^{3}_{1}H&\rightarrow &^{4}_{2}He&+&^{2}_{1}H\end{array}}}
Изотопите на желязото и никела имат най-голяма енергия на свързване и са най-стабилни, затова са естественият краен продукт на ядрените цикли в звездите. Това е причината синтезът на тежки ядра да не може да протича естествено в звездите и елементите след желязо и никел да се синтезират по друг механизъм. Сливането на леки ядра е свързано с отделяне на енергия, а на тежки с поглъщане на енергия.
Повечето синтезни реакции комбинират изотопи на водорода (протий, деутерий(D), тритий(T)), за да формират изотопи на хелия. Двата вида реакции, които се осъществяват най-лесно и съответно са добили най-голяма популярност са D-T, D-D.

### D-T взаимодействия
В D-T реактора се очаква потокът от неутрони да е 100 пъти по-голям от този в съвременните ядрени реактори, което предполага използването на специализирани материали.

### D-D взаимодействия
Оптималната температура за тази реакция е 15 keV, малко по-висока от оптималната температура за D-T реакцията. При първата степен на взаимодействие не се получават неутрони, но се отделя тритий, така че D-D реакторът няма да е напълно свободен от тритий, но въпреки това няма да се изисква да се внася допълнително тритий или литий. По-голямата част от трития ще изгаря преди да напусне реактора, което облекчава задачата за задържането му, но също така това означава, че се произвеждат повече високоенергетични неутрони. Неутроните от втория етап имат енергия само 2,45 МеV, докато неутроните от D-T реакцията имат енергия 14,1 МеV. Като се вземе предвид пълното изгаряне на трития, намалението на пренасяната от неутроните енергия е само 18%, така че основното предимство на D-D реакцията е, че не се изисква производство на тритий.

## История на проучванията
Идеята за използване на управлявана от човека синтезна реакция на практика се появява за пръв път с военни цели в ядрените оръжия. Във водородната бомба енергията освободена от атомната бомба е използвана да компресира и загрее горивото за синтеза. Започнал, процесът на сливане освобождава голямо количество неутрони, което засилва реакцията на разпад. Първите оръжия, базирани на „разпад-синтез-разпад“, са освободили 500 пъти по-голяма енергия от първите атомни бомби.
Приложението на процеса в цивилния живот все още подлежи на развитие. Въпреки че за по-малко от 10 години се премина от използване на енергията на разпад за военни цели към приложението ѝ за цивилни нужди, на ниво ядрен синтез нещата стоят по различен начин. Повече от 50 години вече изминаха без да е влязла в експлоатация централа, която да участва реално в енергетиката.

### Магнитният подход
Първият патент, свързан с разработване на термоядрен реактор, регистриран от Центъра за ядрена енергия на Великобритания, датира от 1946 г. Някои от основните принципи, които по-късно ще се използват за ITER, са описани в този патент: тороидалната вакуумна камера, магнитното задържане и радио-честотното загряване на плазмата.
Проучванията в САЩ започват през 1951 г., когато Лиман Шпицер започва работа по стелератор, под кодовото наименование Матерхорн, чиято цел е да се решат основните проблеми на токамаците, свързани със задържането на горещата плазма чрез магнитни полета. Концепцията на стеларатора била изоставена през следващите няколко десетилетия, заради липсата на добри резултати. Развитието на компютърните технологии възроди интереса към този подход. Широки експерименти се правят и с други конструкции на магнитите, особено с „магнитните огледала“. Тази система обаче също страда от проблеми, когато се конструира в по-голям мащаб.
Нов подход е предложен в теоретичния труд на Игор Там и Андрей Сахаров от СССР през 1950 – 1951 г. Те първи дискутират конструкцията на токамака (от руското „тороидальная камера в магнитных катушках“). Експериментите с модела на токамак започват през 1956 г. в Института „Курчатов“ в Москва от група съветски учени, начело с Лев Арцимович. Групата конструира първите токамаци, най-успешните от които са Т-3 и неговата по-голяма версия Т-4. Т-4 е тестван през 1968 г. в Новосибирск и реализира първата термоядрена реакция. Токамакът се оказва значително по-ефективен от другите разработки и повечето проучвания след 1970 г. се концентрират в тази посока.
През 1970 г. се взема решение за развитието на ядрения синтез в Европа. Три години по-късно започва разработването на проекта JET – Joint European Torus, а през 1978 г., организацията JET е установена като юридическо лице. Площадката на проекта се намира в Кулам, Оксфордшър, Англия, а финансирането става по линия на консорциума EUROfusion. Това е най-големият проект от типа токамак. На 25 юни 1983 г. в JET за първи път е създадена плазма и на 9 април 1984 г. кралица Елизабет II официално открива съоръжението.
Годината 1991 г. е особено значима в историята на проучванията за ядрения синтез: на 9 ноември при първоначалните опити с тритий за пръв път е получена контролирана енергия от ядрен синтез. Шест години по-късно, през 1997 г., друг световен рекорд е постигнат от JET – постигната е 16 MW мощност при консумирана енергия 24 MW.
На Женевската конференция на суперсилите през 1985 г., след дискусии между президента на Франция, Франсоа Митеран и министър-председателя на Великобритания, Маргарет Тачър, генералния секретар Горбачов на бившия Съветски съюз и американския президент Рейгън, страните си поставят за цел развитието на процесите за синтез. Така се ражда международният проект ITER. Към първоначалните инициатори се присъединяват Република Китай (Тайван) и Република Корея през 2003 г. и Индия през 2005 г. Изборът на местоположение за ITER отнема доста време и накрая е избран Кадараш, Южна Франция. Стартът на ITER е обявен официално в Елисейския дворец в Париж на 21 ноември 2006 г. от министрите на седемте страни.
Системата за дистанционно командване е основна за термоядрените централи, особено за ITER. През 1998 г. инженерите от JET за първи път осъществяват обмен на компоненти, използвайки единствено изкуствени ръце. През 1999, EFDA е създадена с отговорност за бъдещето на JET. С края на хилядолетието, старата организация свързана с JET е разформирована и JET започва работа по договор от Националната Лаборатория за изследване на ядрения синтез в Кулам, Великобритания.
Множеството експерименти проведени с JET изпълняват ключова роля в развитието на ITER.
Предишното поколение токамаци се сблъсква с различни проблеми много пъти. Но за всичко, свързано с високотемпературната плазма, се знае много повече, отколкото дотогава. Ако програмата ITER е успешна, тя ще бъде последвана от DEMO.

### Pinch-устройства
Z-pinch феноменът е известен от края на 18 в. Възможността за използването му в сферата на ядрения синтез се появява в резултат на изследванията с тороидалните устройства, първоначално в Националната Лаборатория в Лос Аламос от 1952 г. (Перхепсатрон) и във Великобритания от 1954 (ZETA), но физиката на този процес дълго време оставала неразбрана и неконтролируема.
Pinch-устройствата са изследвани през 50-те години на 20 в., но резултатите от изследванията не са обещаващи, за да имат някакво практично значение. Повечето дейности по разработването на pinch-устройствата завършват през 60-те.
Последните разработки, базирани на основната концепция, започват в резултат на появата на концепцията „wires array“ през 80-те, което е позволило повишаването на ефективността на този метод. В Националната лаборатория Сандия продължават проучванията на „wires array“ чрез Z-pinch-машината. В допълнение, Университета във Вашингтон, ZaP-експериментът постигна период на стабилна работа стотици пъти по-дълъг, отколкото се очаквало за плазмата в Z-pinch.

### Лазерни устройства
Методът с имплозия на микрокапсула облъчена от лазерни лъчи, основата на „laser inertial confinement“, за първи път бил предложен от учените от Националната лаборатория Лорънс Ливърмор към Калифорнийския университет през 1962 г., скоро след откриването на лазера през 1960 г. По-сериозни проучвания започват в началото на 70-те, когато се появяват значително по-мощни лазери. Важен напредък в лазерните технологии е направен от Лабораторията по лазерна енергетика към Рочестърския Университет. Учените от лабораторията използват честотно-утрояващи кристали, за да преобразуват инфрачервеното лазерно лъчение в ултравиолетово. До края на 70-те, големи стъпки са направени в посока увеличаване на лазерната мощност, но с всяко повишаване, са откривани нови проблеми свързани с имплозията, която изисквала още по-големи мощности. До 80-те се смятало, че изискваната мощност е толкова голяма, че идеята на този метод изглежда неосъществима. По-нататъшните проучвания са прехвърлени на ниво оръжия, тъй като концепцията за имплозия е подобна на действието на водородната бомба. Работата по големи разработки продължава с National Ignition Facility в САЩ и Laser Mégajoule във Франция.
Последните разработки в тази насока показват, че значителна икономия на необходимата енергия за лазерите може да се постигне чрез метода „бързо запалване“ („fast ignition“). Запасената енергия е толкова голяма, че възражда идеята за използването на лазерите. Има предложение за изграждането на експериментално съоръжение, посветено на концепцията „бързо запалване“, известно като HiPER.

### Електростатично инерционно задържане
Фило Фарнсуърт, изобретател на първата изцяло електронна телевизионна система, патентова своя първи проект за ядрен синтез през 1968 г., устройство, използващо инерционно-електростатичното задържане. Тази система се състои, най-общо казано, от две концентрични сферични електрически мрежи, поставени във вакуумна камера, в която е вкарано малко количество ядрено гориво. Напрежението в мрежата причинява йонизация на горивото около тях и положително заредените йони се ускоряват към центъра на камерата. Тези йони може да се сблъскат и да се слеят с йоните, идващи от друга посока, може да се разпръснат, без да се слеят, а може и да не се сблъскат. В последните два случая, йоните трябва да бъдат спрени от електричното поле и отново да се ускорят към центъра. Към края на 60-те, Робърт Хирш проектира вариант на машината на Фансуърт, известен като Хирш-Мийк фюзор. Този вариант е подобрение на предшественика си, като генерира 1 милиард неутрони за секунда. По-нататъшните изследвания показват, че този метод би бил неприложим за голяма машина. Въпреки това сливането може да се постигне за първи път с минимални разходи. Този тип машина намира приложение главно като портативен неутронен генератор в края на 90-те.